# Har Eldad
Har Eldad (hebreiska: הר אלדד) är ett berg i Israel.   Det ligger i distriktet Södra distriktet, i den södra delen av landet. Toppen på Har Eldad är 559 meter över havet.
Terrängen runt Har Eldad är platt söderut, men norrut är den kuperad. Terrängen runt Har Eldad sluttar norrut. Runt Har Eldad är det ganska glesbefolkat, med 42 invånare per kvadratkilometer. Närmaste större samhälle är Mitzpe Ramon, 18,4 km söder om Har Eldad. Trakten runt Har Eldad är ofruktbar med lite eller ingen växtlighet.